# 亀山市コミュニティバス
亀山市コミュニティバス（かめやましコミュニティバス）は、三重県亀山市のコミュニティバスである。運行は三重交通と亀山交通に委託している。

## 概要
「亀山市地域公共交通計画」により、地域交通を維持するため亀山市内の各地区でコミュニティバスが運行されている。2000年（平成12年）12月に「さわやか号」の運行を開始し、他の各路線も順次運行を開始した。

## 運賃制度
運賃
- 大人（高校生以上）200円、小人（中学生・小学生）100円。

※65歳以上または亀山市乗合タクシー登録者は半額、未就学児と障がい者は無料。
回数券
- 2,000円（100円券 22枚綴り）

※下記の各所で販売
- コミュニティバス車内、三重交通亀山駅前出札所、エコータウン総合案内所、市立医療センター内売店

定期券
- 一般定期券（大人用のみ）
- 学生定期券（「年間」・「学期別（1学期単位）」も扱っており、小人用の設定もある）

※いずれも、三重交通亀山駅前出札所で販売。
交通系ICカード
- 三重交通が委託運行する路線のみ有効（※亀山交通が委託運行する便で使用することはできない）。

## 路線

### 東部ルート
亀山駅前と井田川駅から、のぼのの森公園方面へ向かう。

#### 亀山駅前発着
- 亀山駅前 - ふれあい広場前 - 亀田 - 総合福祉センター前 - 医療センター前 - みずほ台口 - みずきが丘 - 川崎 - のぼのの森公園 - 東野口 - 長明寺口 - みずほ台口 - 医療センター前 - 総合医療センター前 - 亀田 - ふれあい広場前 - 亀山駅前

備考
- ほぼ全便が区間運行（「亀山駅前 - 長明寺口」や「亀山駅前 ← 長明寺口 ← 総合医療センター前」など）となるが、上記の経路を通し運行する便は「←」方向の便が夕方に1便だけ設定されている。

#### 井田川駅発着
- 井田川駅 - 井田川駅西 - 田村公民館 - 長明寺口 - みずきが丘 - 安楽橋 - 川崎 - のぼのの森公園

備考
- 朝夕に1往復のみ運行（「のぼのの森公園」発は朝、「井田川駅」発は夕方）。

運休する日
- 日曜・祝日と正月三が日（1月1日 - 1月3日）

### 南部ルート
亀山駅前から下庄駅または弘法寺へ向かうが、弘法寺を発着する便は下庄駅へ乗り入れない。
- 亀山駅前 - 市役所前 - ふれあい広場前 - （亀山高校西 - ）（エコータウン - ）阿野田 - 神向谷 - 中庄 - 三寺 - 中庄 - （昼生地区コミュニティセンター - ）下庄 - 松阪 - 下庄駅口 - 出屋公民館前 - 松阪 - 弘法寺
- 亀山駅前 - 市役所前 - ふれあい広場前 - （亀山高校西 - ）（エコータウン - ）阿野田 - 神向谷 - 中庄 - 三寺 - 中庄 - （昼生地区コミュニティセンター - ）下庄 - 松阪 - 下庄駅

備考
- カッコ内は一部便のみ経由。朝は［三寺 → 下庄駅］間のみを運行する便がある。

運休する日
- 日曜・祝日と正月三が日（1月1日 - 1月3日）

### 西部ルート
総合保健福祉センター前から関駅前と関宿を経由して鈴鹿峠の付近にある宿場町、坂下へ向かう。なお、このルートは亀山駅前を経由しない。
- 総合保健福祉センター前 - 医療センター前 - 野村 - （木下 - ）（太岡寺 - ）関駅前 - 関宿中町 - （泉ヶ丘 - ）関支所前 - 地蔵院前 - 長徳寺前 - 関西口（せきにしぐち） - 筆捨山 - 沓掛 - 鈴鹿馬子唄会館前 - 伊勢坂下  - ※カッコ内は一部便のみ経由（「木下」または「太岡寺」はどちらかを必ず経由する）。昼頃に［総合保健福祉センター前 - 関支所前］、夕方に［関駅前 - 伊勢坂下］の区間運行がある。

運休する日
- 日曜・祝日と正月三が日（1月1日 - 1月3日）

### 加太地区福祉バス
加太駅前から板屋を経由して中在家車庫へ向かう。なお、一部は［関支所前 - 加太駅前］間を延長運行する。
- （関支所前 - 地蔵院前 - 金場口 - ）加太駅前 - 梶ヶ坂口 - 神武口 - 加太小学校 - 加太幼稚園 - 板屋 - 北在家 - 中在家 - 中在家車庫

備考
- 関支所前発着は1往復のみ運行。

運休する日
- 土曜・日曜・祝日と年末年始（12月30日 - 翌年1月3日）

## 車両
下記の車両で運行されるが、現行車両と過去の車両の分類は行わない。
三重交通 委託運行路線
- 日野・ポンチョ
- 日野・リエッセ

亀山交通 委託運行路線
- トヨタ・ハイエース